# 1197 (szám)
Az 1197 (római számmal: MCXCVII) az 1196 és 1198 között található természetes szám.

## A szám a matematikában
A tízes számrendszerbeli 1197-es a kettes számrendszerben 10010101101, a nyolcas számrendszerben 2255, a tizenhatos számrendszerben 4AD alakban írható fel.
Az 1197 páratlan szám, összetett szám. Kanonikus alakja 32 · 71 · 191, normálalakban az 1,197 · 103 szorzattal írható fel. Tizenkét osztója van a természetes számok halmazán, ezek növekvő sorrendben: 1, 3, 7, 9, 19, 21, 57, 63, 133, 171, 399 és 1197.
Az 1197 huszonhat szám valódiosztó-összegeként áll elő, ezek közül legkisebb a 2275.

## Csillagászat
- 1197 Rhodesia kisbolygó